# Brebeneskuł
Brebeneskuł (ukr Бребенескул) – szczyt o wysokości 2037 m n.p.m. znajdujący się na Ukrainie w środkowej części masywu Czarnohory. Po nieodległej Howerli jest drugim co do wysokości szczytem Ukrainy.
Pod szczytem, na wysokości 1801 m n.p.m., znajduje się najwyżej położone jezioro na Ukrainie – Brebeneskuł. Ma powierzchnię 0,4 ha, a jego głębokość dochodzi do 2,8 m.